# 우타방
《우타방》(うたばん)은 일본의 민영 방송국 TBS에서 1996년 10월 15일부터 2010년 3월 23일까지 방송된 음악 버라이어티 쇼 프로그램이다.

## 개요
- 음악 프로그램이나 가수와의 토크를 중요시하며 2003년 이후에는 코미디언이 출연하기 시작하였다.
- 2004년 이후부터 전용세트에서 촬영하는 일이 많아졌다.
- 다른 프로그램보다 CG를 자주 사용한다.
- 2010년 3월 23일 방송을 끝으로 무기한 활동중지에 돌입했다.[1]

## 사회자
- 나카이 마사히로(中居 正広)
- 이시바시 다카아키(石橋 貴明)

## 프로그램 에피소드
- 1999년 2월 16일 방송에서 당시 모닝구무스메 리더였던 나카자와 유코가 사회자들에게 멤버의 이름을 외웠느냐고 묻자 사회자인 이시바시 다카아키가 자기 마음대로 멤버들을 불렀고[2] 이때 존슨이란 이름으로 불린 이이다 가오리는 우타방은 물론 팬들에게까지 그 별명으로 불렸다고 한다.

- 게스트가 사회자에게 선물을 할 때 매번 나카이는 일본식 초롱이나 삼각깃발을 선물 받고 있다.
- 다른 방송국에서 결성한 유닛이 출연할 때가 있다.
- 그룹 아라시의 리더인 오노 사토시와 같은 소속사 선배인 나카이 마사히로와의 하극상 상황극은 매번 아라시가 게스트로 출연하였을 때 벌어진다.

## 역대 방송 기록

### 시청률
| 순위 | 시청률 | 날짜             | 가수명                            | 내용                                                            |
| ---- | ------ | ---------------- | --------------------------------- | --------------------------------------------------------------- |
| 1    | 25.0%  | 2001년 3월 1일   | 우타다 히카루                     | 앙케이트에서 좋아하는 연예인으로 뽑은 오카다 준이치(V6)가 등장. |
| 2    | 24.5%  | 2000년 6월 29일  | 야마자키 마사요시 & 우타다 히카루 | 야마자키와 우타다가 함께 'Happy Birthday To You'를 부름.        |
| 3    | 20.5%  | 2000년 3월 30일  | 모닝구무스메。                    | 사랑의 댄스 사이트·멤버 대항 미끄럼틀 퀴즈                      |
| 4    | 19.9%  | 2007년 9월 16일  | 우타다 히카루                     | 코지마 요시오가 등장.                                           |
| 5    | 19.7%  | 2000년 8월 31일  | SMAP                              | 멤버들이 어린이들 앞에서 자기소개.                              |
| 6    | 19.1%  | 2002년 2월 28일  | 모닝구무스메。                    | 그래! We're ALIVE·야스다다이묘진 스페셜.                        |
| 7    | 18.7%  | 1997년 8월 19일  | SPEED                             | 멤버들의 사랑이야기.                                            |
| 8    | 18.6%  | 1997년 12월 23일 | KinKi Kids                        | 츠요시가 마음에 드는 발언을 모은 토크.                          |
| 9    | 18.5%  | 1999년 6월 24일  | SMAP                              | 나카이 마사히로에게 소박한 질문.                                |
| 9    | 18.5%  | 2000년 2월 3일   | 모닝구무스메。                    | 사랑의 댄스 사이트 매달리기 대결, 만약 독립한다면?              |

### 출연 횟수
| 순위 | 횟수   | 가수명             | 비고 |
| ---- | ------ | ------------------ | --- |
| 1    | 51     | 모닝구무스메。     | 최종회(무기한 활동정지 3시간 스페셜)에 모닝구무스메 。OG, 아베 나츠미, 이이다 카오리, 나카자와 유코, 야스다 케이가 출연. |
| 2    | 38     | SMAP               | 자니즈 소속 가수 최다 출연.                                                                                              |
| 3    | 29(30) | Every Little Thing | 최종회(무기한 활동정지 3시간 스페셜)에 출연한 것까지 합치면 30회.                                                        |
| 4    | 26     | 아라시             | |
| 5    | 24     | KinKi Kids         | 도모토 츠요시, 도모토 코이치 각각 솔로로도 출연.                                                                         |
| 6    | 22     | 시마타니 히토미    | 솔로 가수 최다 출연. |
| 7    | 19     | V6                 | 모리타 고는 'GO타리모 & 미니카레'로도 출연.                                                                              |
| 8    | 18     | GLAY               | |
| 8    | 18     | SPEED              | hiro, 우에하라 다카코, 이마이 에리코는 솔로로서도 출연. 아라가키 히토에는 재결성 전에 요가 강사로서도 출연.              |
| 10   | 17     | 마츠다 세이코      | |

(데이터 :2010년 3월 23일 방송 '우타방 무기한 활동정지 3시간 스페셜')